# Prix Émile Le Senne
Le prix Émile Le Senne, de la fondation du même nom, est un prix biannuel créé en 1917 par l'Académie des inscriptions et belles-lettres et décerné à « un ouvrage, manuscrit ou imprimé, relatif à l'histoire, à l'archéologie ou à l'iconographie de la ville de Paris et du département de la Seine »,.
Le prix a été fondé par M. et Mme Eugène Le Senne, en mémoire de leurs deux fils, Émile Le Senne (1881-1914) et Henri Le Senne (1891-1915), morts pour la France au cours de la Première Guerre mondiale.

## Liste des lauréats

### Prix Émile Le Senne
- 1919 : Theodor Hoffbauer pour Plan en relief de l'ile de la cité au XVe siècle[3]
- 1922 : Lucien Lambeau pour Charonne[4]
- 1923 : Ernest Goyecque pour Recueil d'actes notariés relatifs à l'histoire de Paris et de ses environs au XVIe siècle[5]
- 1925 : Jacques Meurgey pour Histoire manuscrite de la paroisse Saint-Jacques-de-la-Boucherie[6]
- 1927 : Léon Levillain pour L'Abbaye de Saint-Denis à l'époque mérovingienne[7]
- 1932 : Henri Lemoine pour Le démolisseur de la Bastille[8]
- 1933 : Maurice Vimont pour Histoire de l'église et de la paroisse Saint-Leu Saint-Gilles, à Paris[9]
- 1935 : Pierre Lemercier pour Les Justices seigneuriales de la région parisienne de 1580 à 1789[10]
- 1937 : Maurice Vimont pour La Rue Saint-Denis, des origines jusqu'à nos jours[11]
- 1939 : Louis Brochard pour Saint-Gervais, histoire du monument[12]
- 1941 : Paul Jarry pour l'ensemble de son œuvre sur l'histoire de la région parisienne[13]
- 1943 : Marguerite et Madeleine Charageat, pour leur répertoire sur fiches des tableaux et dessins du Musée Carnavalet relatifs à l'histoire de Paris[14]
- 1949 : André Desguine pour L'aqueduc romain de Lutèce, dit d'Arcueil-Cachan[15]
- 1951 : Louis Brochard pour Saint-Gervais, Histoire de la Paroisse d'après de nombreux documents inédits[16]
- 1953 :
  - Suzanne Clémencet pour Registres des délibérations du bureau de la ville de Paris, tome XVII
  - Henry de Surirey de Saint-Rémy pour Registres des délibérations du bureau de la ville de Paris, tome XVIII[17]
- 1955 : André Lesort pour ses travaux sur Paris et la région parisienne[18]
- 1957 : Fédération des Sociétés historiques et archéologiques de Paris et de l'Ile-de-France pour ses publications[19]
- 1959 : Jacques Monicat pour Comptes du Domaine de la Ville de Paris, tome II[20]
- 1961 : Abbé Adrien Friedmann pour Paris, ses rues, ses paroisses[21]
- 1963 : Société de l'histoire de Paris et de l'Ile-de-France[22]
- 1965 : Henry de Surirey de Saint-Rémy pour l’impulsion donnée aux études relatives à Paris et au département de la Seine
- 1967 : Palémon Glorieux pour Aux origines de la Sorbonne, I. Robert de Sorbon ; II. Le Cartulaire[23]
- 1969 : Jean-Pierre Babelon pour l'ensemble de ses travaux sur Paris[24]
- 1971 : Henry de Surirey de Saint-Rémy pour Mémoires de la Fédération des sociétés historiques et archéologiques de Paris et de la région parisienne[25]
- 1973 : Pierre Codet et Jean-Pierre Babelon pour Table de la Commission du Vieux Paris (Procès-verbaux)[26]
- 1975 : Henri Hugonnard-Roche pour Thémon Juif, maître parisien du XIVe siècle[27]
- 1977 : Jacques Boussard pour sa Nouvelle histoire de Paris de la fin du siège de 885-886 à la mort de Philippe Auguste[28]
- 1979 : Michel Fleury pour l'ensemble de son œuvre[29]
- 1981 : Louis Bordes pour Stains et son histoire[30]
- 1983 : Michel Gallet pour l'ensemble de son œuvre[31]
- 1985 : Gérard Jacquemet pour Belleville au XIXe siècle, du faubourg à la ville[32]
- 1987 : Jacques Pons pour Félix-Jacques Duban. Architecte du gouvernement (1797-1870). L'ombre portée d'une carrière publique sur une carrière privée[33]
- 1989 : Pierre Quoniam pour Le palais du Louvre[34]
- 1991 : Hélène Verlet pour l'ensemble de son oeuvre[35]
- 1993 : Michèle Bimbenet-Privat pour Les orfèvres parisiens de la Renaissance, 1506- 1620[36]
- 1995 : Sylvie Charton-Le Clech pour Chancellerie et culture au XVe siècle (les notaires et secrétaires du Roi de 1515 à 1547)
- 1997 : Michel Fleury, Anne Dugast et Isabelle Parizet pour le Dictionnaire par noms d'architectes des constructions élevées à Paris aux XIXe et XXe siècles. Première série, période 1876- 1899[37]
- 1999 : Didier Busson pour Carte archéologique de la Gaule consacré à Paris, volume n° 75[38]
- 2001 : Claude Landes pour Fenêtres de Paris. XVIIe et XVIIIe siècles[39]
- 2003 : Monique Chatenet pour La Cour de France au XVIe siècle. Vie sociale et architecture[40]
- 2005 : José Lothe et Florence Greffe pour La vie, les livres et les lectures de Pierre de L’Estoile. Nouvelles recherches[41]
- 2007 : Philippe Lorentz et Dany Sandron pour Atlas de Paris au Moyen Âge[42]
- 2009 : Julie Claustre pour Dans les geôles du roi. L’emprisonnement pour dette à Paris à la fin du Moyen Âge[43]
- 2011 : Laure Beaumont-Maillet pour Saint-Séverin. Une église, une paroisse[44]
- 2013 : Thierry Cazaux pour Paris romantique : la capitale des enfants du siècle[45]
- 2015 : Simone Roux pour Regards sur Paris, Histoires de la capitale (XII e-XVIII e s.)[46]

### Médaille Émile Le Senne
- 2017 : Pierre-Henri Guittonneau pour Dans l’ombre de la capitale. Les petites villes sur l’eau et Paris au XVe siècle[47]
- 2019 : Denis Hayot pour Paris en 1200[48]
- 2021 : Marcel Bubert pour Kreative Gegensätze. Der Streit um den Nutzen der Philosophie an der mittelalterlichen Pariser Universität[49]
- 2023 : Martina Hacke pour Die Boten der Nationen der Universität von Paris im Mittelalter[50]
- 2025 : Cyrille Le Forestier pour sa direction de l’ouvrage Archéologie des nécropoles mérovingiennes en Île-de-France[51]